# Paolo Fresu (musicista)
Paolo Fresu (Berchidda, 10 febbraio 1961) è un trombettista, compositore, flicornista e scrittore italiano.

## Biografia

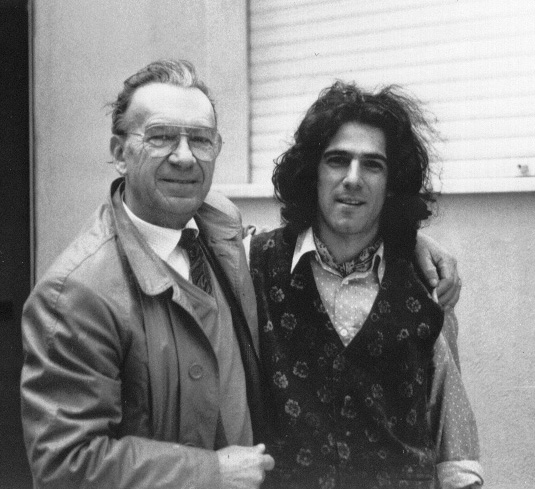
Enzo Morandini e Paolo Fresu nel 1991

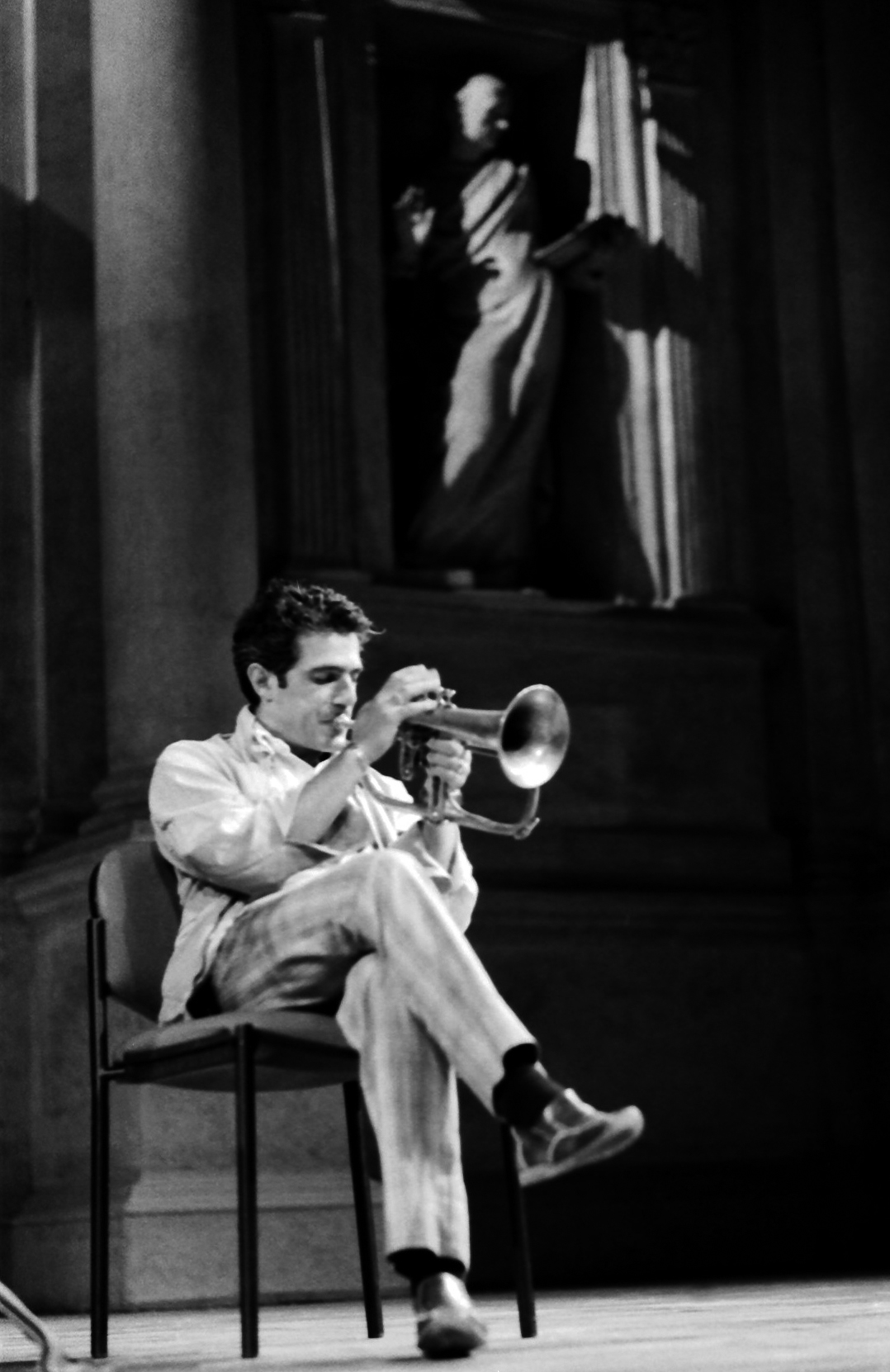
Paolo Fresu

Paolo Fresu inizia il suo percorso di studi musicali dall'età di undici anni, presso la banda musicale "Bernardo De Muro" di Berchidda, dove gli vengono impartiti i primi concetti teorici e tecnici, propedeutici al conservatorio. Trasferitosi a Sassari, frequenta il conservatorio Luigi Canepa e scopre quella che diverrà la sua principale passione: il jazz. Nel 1982 ha inizio la sua attività professionale con registrazioni per la Rai sotto la guida di Bruno Tommaso e partecipazione ai seminari di "Siena jazz". Successivamente ultima gli studi presso il conservatorio "Giovanni da Palestrina" di Cagliari, diplomandosi in tromba nel 1984 con il maestro Enzo Morandini. Prosegue l'attività dedicandosi a progetti misti di jazz-musica etnica, world music, musica contemporanea, musica leggera e musica antica; negli anni ha avuto modo di collaborare, tra gli altri, con Alice, Farafina, Trilok Gurtu, Michael Nyman, Negramaro, Evan Parker, Gunther Schuller, Stadio, Ornella Vanoni e Peter Gabriel.
Dal 1988, nel comune natale di Berchidda organizza e dirige il Time in Jazz, festival annuale di musica jazz che ha acquisito nel tempo caratura internazionale. Paolo Fresu è stato inoltre direttore artistico dei Seminari Jazz di Nuoro dal 1989 al 2013 e del festival Bergamo Jazz dal 2009 al 2011. Nel 2010 fonda l'etichetta discografica Tŭk Music. È stato ospite di grandi organici quali la Grande orchestra italiana, l'orchestra nazionale di jazz francese (ONJ), l'orchestra della radio tedesca di Amburgo (NDR), l'Italian Instabile Orchestra, l'orchestra dell'Auditorium Parco della Musica (PJMO), l'orchestra sinfonica della Rai, l'orchestra dell'Arena di Verona e I Virtuosi Italiani.

## Band e collaborazioni
- Paolo Fresu Quintet
- Paolo Fresu Sextet
- Italian Trumpet Summit
- Paolo Fresu – Furio Di Castri Duo
- Paolo Fresu and Alborada Quartet
- The Open Trio (con Furio Di Castri e James Taylor)
- P.A.F. (con Furio Di Castri ed Antonello Salis)
- Fresu-Di Castri-Balke-Favre
- Paolo Fresu Euro4th
- Paolo Fresu Angel Quartet (con Nguyên Lê, Furio Di Castri, Roberto Gatto ed Antonello Salis)
- Paolo Fresu e Tino Tracanna
- Paolo Fresu e Uri Caine
- Paolo Fresu e Altera
- Paolo Fresu e Iridescente Ensemble di Claudio Riggio

## Discografia

### Paolo Fresu Quintet
- 1985 – Ostinato, Splasc(h) Records
- 1986 – Inner Voices, feat David Liebman, Splasc(h) Records
- 1986 – Mämût, Splasc(h) Records
- 1988 – Qvarto, Paolo Fresu & Quintet, Splasc(h) Records
- 1991 – Ossi di Seppia, con Gianluigi Trovesi, Splasc(h) Records
- 1992 – Ballads, Splasc(h) Records
- 1994 – Ensalada Mistica, Paolo Fresu & Quintet con G Trovesi, Splasc(h) Records
- 1995 – Night on the City, OWL-EMI
- 1996 – Sei per Trenta (6 * 30), con G Trovesi & Orchestra Utopia, Onyx
- 1997 – Wanderlust, con Erwin Vann, RCA-Victor-BMG
- 2000 – Mélos, RCA/Victor-BMG
- 2004 – Ethno Grafie, Paolo Fresu & Quintet, Isre-Time in Jazz
- 2005 – Kosmopolities, Paolo Fresu Quintet plays Roberto Cipelli, EMI-Blue Note
- 2005 – P.a.r.t.e., Paolo Fresu Quintet Plays Attilio Zanchi, EMI-Blue Note
- 2006 – Thinking, Paolo Fresu Quintet Plays Ettore Fioravanti, EMI-Blue Note
- 2006 – Incantamento, Paolo Fresu Quintet Plays Tino Tracanna, EMI-Blue Note
- 2007 – Rosso, Verde, Giallo e Blu, Paolo Fresu Quintet, EMI-Blue Note
- 2008 – Platinum Collection, Paolo Fresu Quintet/Alborada String, EMI-Blue Note
- 2010 – Songlines/Night & Blue, Paolo Fresu Quintet, Tǔk Music
- 2010 – 7/8, Paolo Fresu Quintet, EMI-Blue Note
- 2014 – Jazzy Christmas, Paolo Fresu Quintet e Daniele di Bonaventura, Tǔk Music
- 2014 – ¡30!, Paolo Fresu Quintet, Tǔk Music/Bonsai

### Paolo Fresu e collaborazioni
- 1993 – Eso, Paolo Damiani Sextet, Featuring Paolo Fresu, Splasc(H) Records
- 1993 – ContS, Paolo Fresu, Furio Di Castri, John Taylor, Egea Records
- 1996 – Rumori Mediterranei - Live At Roccella Jonica Jazz Festival, Norma Winstone, Kenny Wheeler, Paolo Fresu, John Taylor, Paolo Damiani, Tony Oxley, Splasc(H) Records
- 2003 – Scores!, Paolo Fresu, CamJazz
- 2006 – Things, Paolo Fresu e Uri Caine
- 2007 – Mare Nostrum, Paolo Fresu, Jan Lundgren e Richard Galliano
- 2009 – Think, Paolo Fresu e Uri Caine
- 2011 – Mistico Mediterraneo, Paolo Fresu, A Filetta Corsican Voices, Daniele di Bonaventura, ECM
- 2014 – Il Padrone della Festa – Canzone di Anna (Niccolò Fabi, Daniele Silvestri, Max Gazzè)

### Paolo Fresu Quintet Live
- 1990 – Live In Montpellier, Paolo Fresu & Quintet, Splasc(h) Records
- 1992 – Live in Lugano, Paolo Fresu & Quintet, Blue jazz
- 1998 – Live In Capodistria, PAF: Paolo Fresu, Antonello Salis, Furio Di Castri, Splasc(h) Records
- 2004 – Live in StudioMI 06.12.2001, Paolo Fresu & Quintet, JazzIt
- 2005 - All’incrocio dei venti/Live in Matera, Onyx

### Paolo Fresu e l'Italian Trumpet Summit
- 2002 – A Night In Berchidda, Italian Trumpet Summit, Time in Jazz

## Opere
- Paolo Fresu, Paolo Fresu si racconta, in Diego Raiteri (a cura di), I protagonisti del jazz italiano, Milano, Archivio di Nuova Scrittura, 1996.
- Enzo Gravante e Paolo Fresu, Paolo Fresu. La Sardegna, il jazz, Cagliari, Condaghes Edizioni, 2004, ISBN 978-88-7356-059-3.
- Paolo Fresu, Le 5 giornate del jazz. Paolo Fresu racconta il jazz attraverso la storia dei grandi trombettisti americani, Milano, Auditorium, 2007, ISBN 978-88-8678-439-9.
- Paolo Fresu, Paolo Fresu racconta il jazz attraverso la storia dei grandi trombettisti americani, Milano, Auditorium, 2010,  con DVD, ISBN 978-88-8678-460-3.
- Paolo Fresu, Musica dentro, Milano, Feltrinelli, 2011, ISBN 978-88-0772-276-9.
- Paolo Fresu, In Sardegna, un viaggio musicale, Milano, Feltrinelli, 2012, ISBN 978-88-4282-323-0.
- Gianfranco Mura e Paolo Fresu, Cinquanta suonati!, Nuoro, Ilisso, 2012,  con DVD, ISBN 978-88-6202-096-1.
- (EN) Paolo Fresu e Luciano Viti, Chet & Miles, Consortium Book Sales & Dist, 2015, ISBN 978-88-8679-583-8.
- Paolo Fresu, La musica siamo noi, Il Saggiatore, 2017, ISBN 978-88-4282-323-0.
- Paolo Fresu, Time in jazz, Modena, Franco Cosimo Panini, 2017, ISBN 978-88-570-1334-3.
- Paolo Fresu, Poesie jazz per cuori curiosi, Milano, Rizzoli, 2018, ISBN 978-88-171-0835-5.
- Paolo Fresu, La storia del sogno del piccolo Paulu che ha cambiato il mondo con le note, illustrazioni di Agnieszka Zawisza, Trieste, Vita Activa, 2019, ISBN 978-88-99951-19-1.

## Premi e riconoscimenti
- 1984 Miglior nuovo talento del jazz italiano (Musica Jazz).
- 1984 Premio RadioUno jazz (Rai).
- 1985 Premio Radiocorriere TV.
- 1985 Premio Città di Alassio.
- 1990 Miglior musicista italiano, miglior gruppo (Paolo Fresu Quintet) e miglior disco Live in Montpellier (Musica Jazz).
- 1991 Riconoscimento Presidente Giunta Regionale Sardegna per l'attività artistica svolta.
- 1995 Premio Bobby Jaspar della Académie du jazz francese.
- 1995 Premio Concorso Golfo degli Angeli/Lyons di Cagliari.
- 1995 Premio Choc des choc di Jazzman per il Cd Night on the City (Francia).
- 1996 Premio Django d'Or francese come miglior musicista di jazz.
- 1996 Premio Città di Ozieri.
- 1996 Premio Accademia Mozart di Taranto.
- 2000 Premio Arrigo Polillo (Musica Jazz) come miglior disco italiano con Shades of Chet.
- 2000 Nomination per il Django d'Or francese come miglior musicista internazionale insieme a Keith Jarrett e Charlie Haden.
- 2000 Premio Choc des choc di Jazzman per il Cd Mélos (Francia).
- 2000 Cittadinanza onoraria della Città di Nuoro.
- 2001 Premio Django d'Or francese come miglior musicista internazionale per il Cd Mélos (Francia).
- 2002 Premio Django d'Or italiano come miglior musicista.
- 2002 Premio Roma c'è.
- 2003 Premio Banari Arte.
- 2003 Cittadinanza onoraria della Città di Junas (Francia).
- 2003 Nomination per il Nastro d'argento per le musiche del film Il più crudele dei giorni di Ferdinando Vicentini Orgnani.
- 2004 Premio Nastro d'argento per le musiche del film L'Isola di Costanza Quatriglio.
- 2005 Premio Porto Rotondo alla carriera.
- 2005 Nomination per il Latin Grammy Awards 2005, Santa Monica, California.
- 2005 Premio Mamuthones ad Honorem della città di Mamoiada.
- 2007 Premio Blue Note, Milano
- 2007 Premio alla carriera artistica, Othaca
- 2007 Premio Navicella d'argento, Castelsardo
- 2007 Nomination per il David di Donatello per le musiche del film Centochiodi di Ermanno Olmi
- 2007 Italian Jazz Awards – Luca Flores: Nomination come Best Jazz Act
- 2008 Italian Jazz Awards – Luca Flores: Nomination come Best Jazz Album per "Stanley Music", con il suo Devil Quartet
- 2010 Premio Maria Carta
- 2011 Premio Arte e diritti umani di Amnesty International
- 2013

- 2014 Premio Jazz Club Valenza
- 2015

- 2015 Ciak d'oro per la migliore colonna sonora per Torneranno i prati[6]
- 2017 Nuovo Premio "Casadeipensieri", Bologna
- 2017 Nettuno d'oro, Bologna[7]